# Меленка (приток Люты)
Меленка — река в России, протекает по Струго-Красненскому району Псковской области. Устье реки находится в 81 км от устья Люты по левому берегу. Длина реки составляет 10 км.
На левом берегу реки стоит деревня Дубницы Марьинской волости.

## Данные водного реестра
По данным государственного водного реестра России относится к Балтийскому бассейновому округу, водохозяйственный участок реки — Нарва. Относится к речному бассейну реки Нарва (российская часть бассейна).
Код объекта в государственном водном реестре — 01030000412102000027052.